# Manuel Bernardo Morete Bodelón
Manuel Bernardo Morete Bodelón (Magaz de Arriba, 20 de agosto de 1776 - Astorga, 2 de enero de 1828) fue un religioso español. 
El 21 de noviembre de 1824 fue ordenado Obispo de la Diócesis de Canarias, cinco meses después de su elección al solio episcopal. El 8 de enero de 1825 fue elegido obispo de Astorga, siendo confirmado el 21 de marzo de 1825. Fue su principal consagrador el obispo Hipólito Antonio Sánchez Rangel de Fayas O.F.M. (obispo de Lugo) y co-consagradores los obispos Juan Baltasar Toledano (obispo de Valladolid) y Antonio Ceruelo Sanz (obispo de Menorca).